# Schloss Meffersdorf

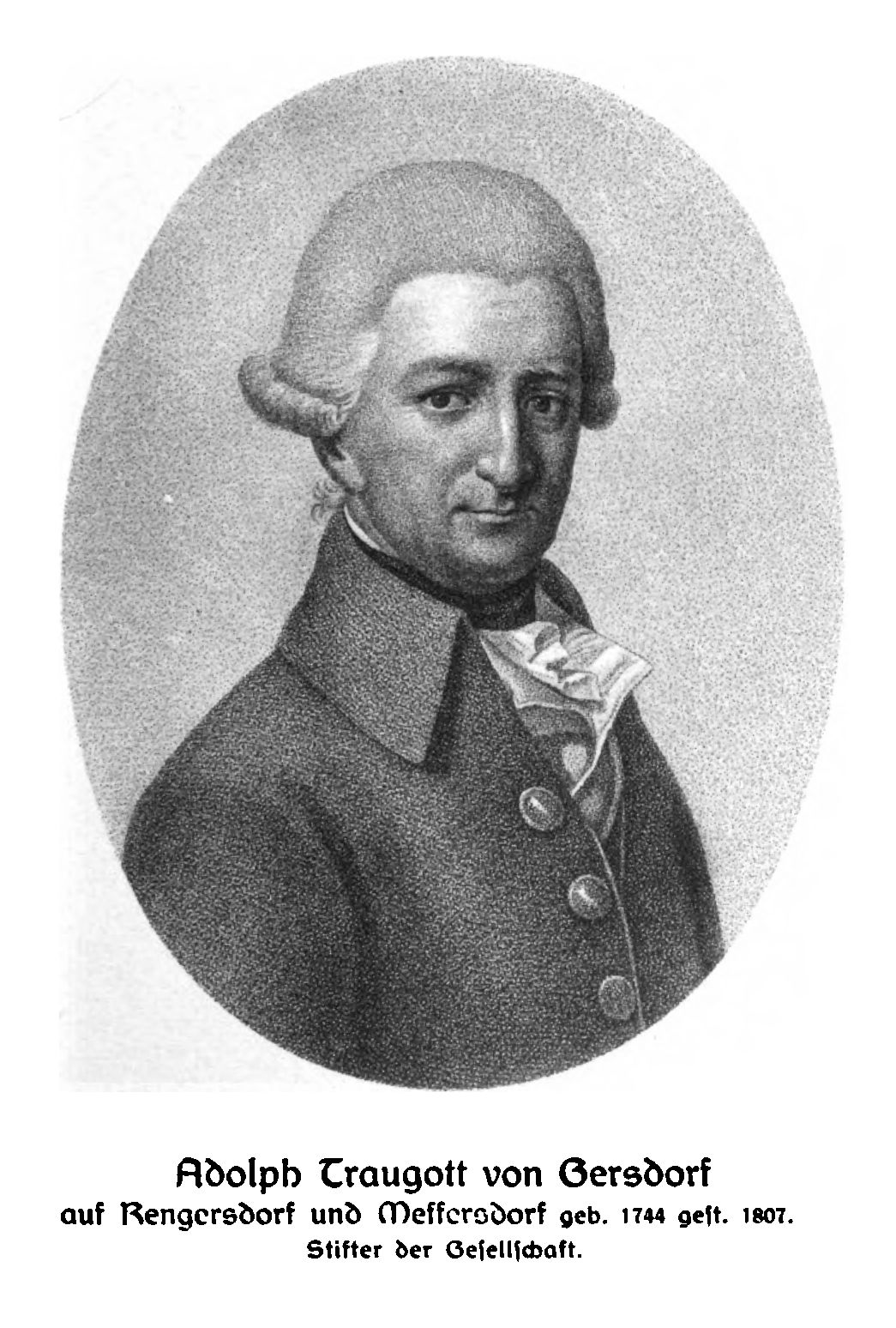
Adolf Traugott von Gersdorff, Mineraloge, Physiker, Astronom, Meteorologe, Heimatkundler des Riesengebirges und des Isergebirge, Mitbegründer der Oberlausitzer Wissenschaftlichen Gesellschaft

Schloss Meffersorf (seit 1945–48: polnisch Pałac w Pobiednej oder Pałac Unięcice w Pobiednej) wurde 1768 für Adolf Traugott von Gersdorff in Meffersdorf (später Wigandsthal, heute Pobiedna) erbaut.

## Geschichte
Im Jahr 1660 besaßen die Uechtritz ein Rittergut in Meffersdorf, das mit Neu-Gersdorf und Wigandsthal zusammengelegt wurde. Im Jahr 1749 erbte Rudolph Ernst von Gersdorf das Gut Meffersdorf und verkaufte es 1756 für 104.000 Reichstaler an seinen jüngeren Bruder Adolf Traugott von Gersdorf. Letzterer ließ 1767–68 den vorherigen Bau abbrechen und das heutige Schloss errichten ließ. Adolf Traugott von Gersdorf ließ im Schloss eine Bibliothek mit 12000 naturwissenschaftlichen Büchern, eine Sammlung meteorologischer, physikalischer und mathematischer Instrumente, eine Mineraliensammlung sowie eine Sammlung von Zeichnungen und Kupferstichen unterbringen.
Für seine Forschungen ließ Adolf Traugott von Gersdorf 1804 den Turm „Mon Plaisir“ erbauen, der 1,5 Kilometer vom Schloss entfernt steht. Hier war eine Sternwarte untergebracht. In späteren Jahren wurde der Turm in „Kaiser-Wilhelm-Observatorium“ umbenannt (auch Kaiser-Wilhelm-Turm) und diente als Aussichtsturm.
Später war das Schloss im Besitz des Landgrafen von Hessen-Rothenburg-Reinfels, der es im Jahr 1830 dem Grafen Ernst von Seherr-Thoß verkaufte. Dieser verstarb am 19. Januar 1856. Nachfolgende Besitzer waren die von Saldern-Plattenburg, die von Saldern, die Robrecht aus Berlin, die Czarnowski, die Landbank Berlin (1902–1903) und Prinz Christian Kraft Hohenlohe-Öhringen.
Nach der polnischen Annexion der Region wurde das Schloss in den 1980er Jahren nach einem Brand renoviert, danach wurden die Arbeiten eingestellt und das Schloss in den folgenden Jahrzehnten vernachlässigt.

## Baubeschreibung
Das Gebäude ist ein Beispiel für einen schlichten Rokokostil. Der dreiflügelige Bau in Hufeisenform hat 16 Achsen und zwei Stockwerke und ist mit hohen Walmdächern mit Dachgauben gedeckt. Die Gebäudefront hat einen zentralen Risalit, der von einem Giebel mit einer Mansarde gekrönt wird. Die rückwärtige Fassade hat einen analogen Risalit. In Richtung des heutigen Wolimierz verläuft die reizvolle, von Linden gesäumte Schwarze Allee, die 1766 angelegt wurde.